# Midf
El Mendoza International Drum Fest (MIDF) es un festival internacional de bateristas y percusionistas que se realizó en varias ocasiones en el Teatro Plaza de Godoy Cruz (Ciudad de Mendoza, Argentina). Contó con la producción y organización de Gustavo Meli, artista local que ha logrado reconocimiento internacional.

## Historia
Su primera edición fue en el año 2004. Para el 2005, sucedió una segunda edición contando con figuras internacionales de renombre como Marco Minnemann y Robby Ameen. La tercera edición, en el año 2006, fue más que un éxito, llenando la sala del teatro durante los tres días de duración del festival y donde se destacaron las participaciones de percusionistas como Paul Wertico, Rick Latham y Antonio Sánchez.
Siempre con la producción de Gustavo Meli y la colaboración de toda su familia, el festival ha ido creciendo en cada edición.[cita requerida]